# مونته‌ورده
مونته‌ورده (به لاتین: Monteverde) یک منطقهٔ مسکونی در کاستاریکا است که در استان پونتارناس واقع شده‌است. مونته‌ورده ۶٬۵۰۰ نفر جمعیت دارد.